# Stepan Poltorak
Stepán Poltorak (en ucraniano: Степан Тимофійович Полторак; Vesela Dolyna, 11 de febrero de 1965) es un general ucraniano que se desempeñó como Ministro de Defensa de Ucrania desde el 14 de octubre de 2014 hasta el 29 de agosto de 2019.
Fue Ministro de Defensa de Ucrania desde el 14 de octubre de 2014 hasta el 29 de agosto de 2019. Anteriormente había sido el comandante de las Tropas Internas de Ucrania y de la Guardia Nacional de Ucrania. Poltorak tiene el rango de General del ejército de Ucrania.

## Biografía
Poltorak nació el 11 de febrero de 1965 en el pueblo Vesela Dolyna (localizado en el Raión de Tarutyne, Óblast de Odessa). Ha servido en el ejército desde agosto de 1983. Poltorak es licenciado de la Universidad Ordzhonikídzevsky, universidad de orden militar más alta del Ministerio de Asuntos Internos de la URSS.
Es un Ph.D. defendió con éxito su tesis sobre "Las condiciones pedagógicas de las habilidades de la unidad comandante en los futuros oficiales del Ministerio de Interior de Ucrania".
En marzo de 2002, Poltorak fue nombrado jefe de la Academia del Ministerio del Interior de Ucrania en Járkov.
El 28 de febrero de 2014, el Presidente Interino de Ucrania, Oleksandr Turchýnov nombró a Poltorak  como comandante de las Tropas Internas de Ucrania. Cuándo se restableció la Guardia Nacional de Ucrania el 13 de marzo de 2014, Poltorak se convirtió en su primer comandante el 15 de abril de 2014.
El 14 de octubre de 2014, la Verjovna Rada aprobó el nombramiento de Poltorak como Ministro de Defensa de Ucrania, reemplazando a Valeriy Heletey, quien fue nombrado jefe de la Administración de Seguridad del Estado después de que el presidente Petro Poroshenko aceptó su renuncia.
El 14 de abril de 2016, la Rada Suprema de Ucrania nombró un nuevo Gabinete de Ministros de Ucrania (gobierno de Groysman), en el que Stepan Poltorak fue reelegido en el cargo de Ministro de Defensa de Ucrania.

## Premios y condecoraciones
|  | Orden de Bogdán Jmelnitski 3.ª clase                           |
|  | Medalla por Servicio Irreprochable                             |
|  | Medalla al Defensor de la Patria                               |
|  | Medalla de Zhúkov                                              |
|  | Medalla por el Servicio de Combate                             |
|  | Medalla del 70.º Aniversario de las Fuerzas Armadas de la URSS |
|  | Medalla por Servicio Impecable                                 |